# Енипей (река)
 Тази статия е за реката в Тесалия.  За древногръцкият бог вижте Енипей.  
Енипей (на гръцки: Ενιπέας, Ἐνίπευς, Τσαναρλής, Φιλιαδόρεμα, Νεοχωρίτικος) е река в Тесалия, най-големият десен приток на Пеней.
Води началото си от западните склонове на планината Отрис в района на пресушеното езеро Ксиниада. Минава покрай Фарсала и тече от юг на север през трикалското поле на тесалийската равнина. 

## История
През средновековието, докъм 19 век, името на реката и Плирис, а османското – Блюри. 
В Древна Гърция и Антична Тесалия, долината по поречието на Енипей се приема за родина на мирмидонците на Ахил с център Фтия. Според Йордан Иванов, средновековен преписвач на малалова хроника на Йоан Малала от 10 век, направил в хрониката интерполация – която се възпроизвела и в първия старобългарски превод на повестта за Троя.  Това се дължало на факта, че долината на реката била населена от българи през 10 век. Тази отметка и до днес е обект на обсъждане с многобройни трактовки и спекулации, касаещи автохтонния или не произход на българите и по тези земи. 